# 모스트구

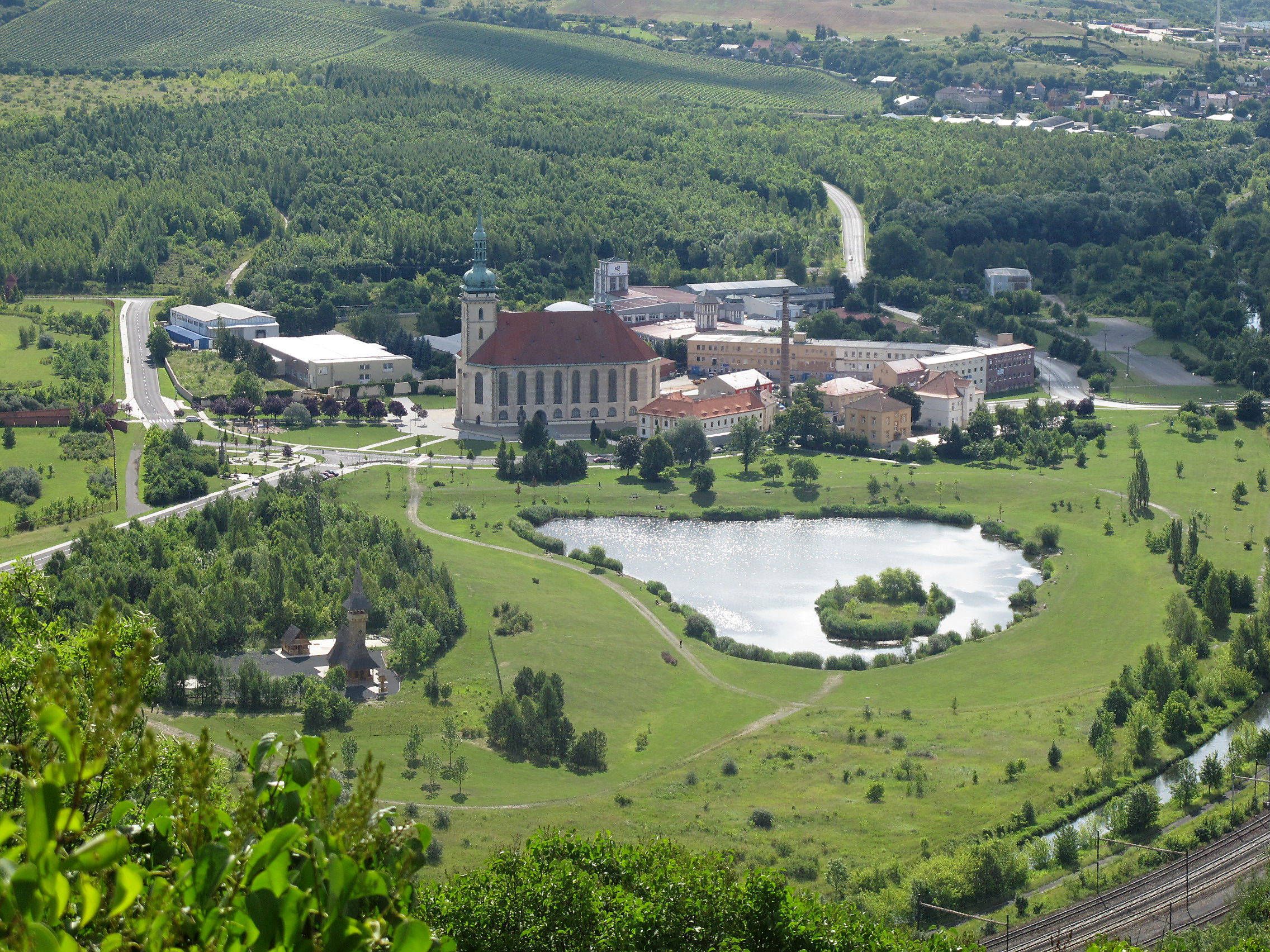
모스트구의 행정 중심지인 모스트

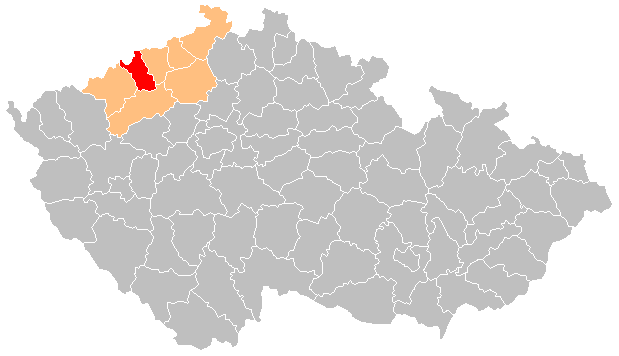
모스트구의 위치

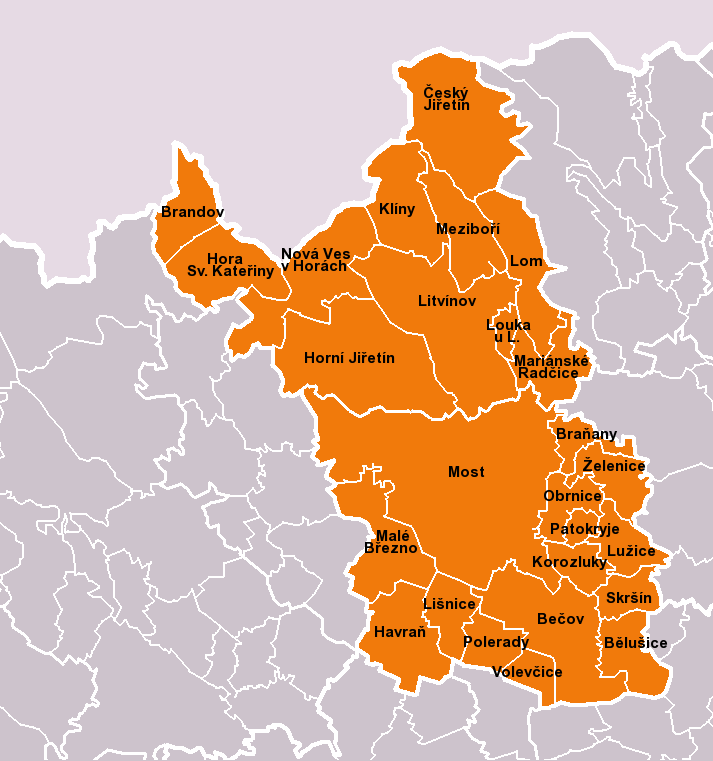
모스트구가 관할하는 지방 자치체

모스트구(체코어: Okres Most)는 체코 우스티주를 구성하는 7개 구 가운데 하나로 행정 중심지는 모스트이며 면적은 467.16km2, 인구는 112,049명(2019년 1월 1일 기준), 인구 밀도는 240명/km2이다.
우스티주 중부에 위치하며 26개 지방 자치체(6개 시, 20개 마을)를 관할한다. 우스티주 호무토프구, 로우니구, 테플리체구와 접하며 북서쪽으로는 독일과 국경을 접한다.